# Guerrier de Hirschlanden
Le guerrier de Hirschlanden est une statue de pierre découverte en 1963 à Hirschlanden, aujourd'hui Ditzingen, dans le Land du Bade-Wurtemberg, en Allemagne. Elle représente un guerrier celte nu ithyphallique. C'est la plus ancienne statue anthropomorphe grandeur nature découverte au Nord des Alpes. Elle est rattachée à la culture de Hallstatt récente, vers le VIe siècle av. J.-C.

## Historique
En 1963, un tumulus à moitié arasé est fouillé à Hirschlanden. Un mur de pierres sèches et un cercle de pierres dressées l'entouraient. Sur le versant nord, une statue en calcaire est dégagée, qui mesure 1,50 mètre, bien que les jambes soient détruites un peu en dessous des genoux. Le tumulus contenait les restes de seize sépultures. On suppose que la statue se tenait à l'origine à son sommet. La surface érodée de la pierre, une roche siliceuse (grès, dite « pierre de sable »), montre que la statue a été pendant un temps assez long exposée aux intempéries. Elle est conservée au musée régional du Wurtemberg, à Stuttgart.

## Description
La statue représente un guerrier celte. Il est nu et porte un torque et une ceinture à la taille, dans laquelle est passé un long poignard à antennes ou une courte épée. Son sexe est clairement représenté en érection, symbole de vigueur et de fécondité. Sur la tête, il porte un chapeau conique, figurant peut-être un casque. Les jambes sont traitées en ronde-bosse, dans un style vigoureux qui rappelle la sculpture étrusque. Les bras sont sculptés en bas-relief, croisés sur la poitrine, dans une position traditionnelle qu'on retrouve sur les statues-stèles un peu antérieures. Les traits du visage sont plutôt ébauchés, mais les oreilles, assez grandes, sont bien figurées,,.

## Analyse
Cette statue s'inscrit dans l'évolution de la sculpture hallstattienne, bien représentée dans cette partie méridionale de l'Allemagne. « Les sculptures hallstattiennes allemandes forment un ensemble assez homogène qui ne trouve pas d’équivalent dans le reste de l’Europe celtique. La découverte fortuite en Suisse en 1961 d’une stèle anthropomorphe gravée, éventuellement datable de la période hallstattienne, constitue le seul exemple existant à ce jour hors de la région sud de l’Allemagne »,,,. Cette sculpture s'est d'abord développée, à partir du VIIe siècle av. J.-C., sous la forme de stèles au sommet arrondi où les détails étaient simplement gravés,. La statue de Hirschlanden, plus récente, est assez particulière car on y trouve une claire influence du monde méditerranéen, qui n'est pas sans rappeler les Kouroï de la Grèce archaïque,,.
En 1996, une statue celtique d'un style proche a été trouvée à Glauberg, près de Francfort-sur-le-Main,,. De même, le guerrier de Capestrano, statue découverte en 1934 dans les Abruzzes, présente de fortes similitudes avec le guerrier de Hirschlanden. À ce titre, l'historien et celtologue Venceslas Kruta a mis en évidence le lien qui unit l'œuvre exhumée dans le Hohenasperg et celle trouvée dans la province de L'Aquila.

« C'est également des environs du Hohenasperg que provient l'œuvre de statuaire la plus remarquable de l'aire hallstatienne, l'effigie de pierre presque grandeur nature d'un homme, figuré nu mais avec tous les insignes de son rang [...], qui ornait le sommet d'un tumulus de Hirschlanden. L'inspiration de cette figure exceptionnelle, qui est une adaptation du thème grec du kouros, doit être certainement cherchée dans le milieu adriatique, où ce type de représentation est documenté à la même époque, notamment par la statue de Capestrano. »

## Galerie

Diverses sculptures anthropomorphes européennes.
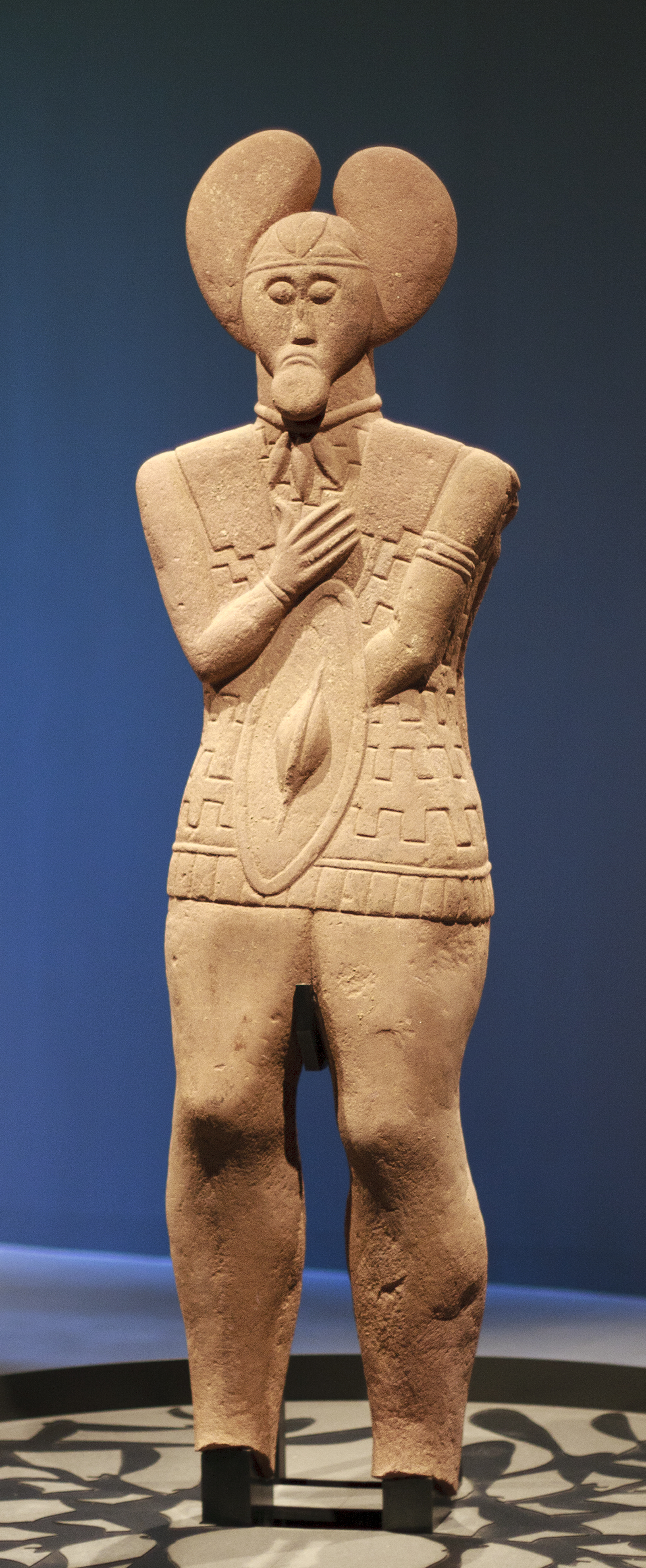
Statue du guerrier de Glauberg, en grès, de 1,86 mètre de haut. Cette oeuvre était incorporée dans une tombe à inhumation princière, à Glauberg dans le Land allemand de Hesse. Fin du Ve siècle av. J.-C.
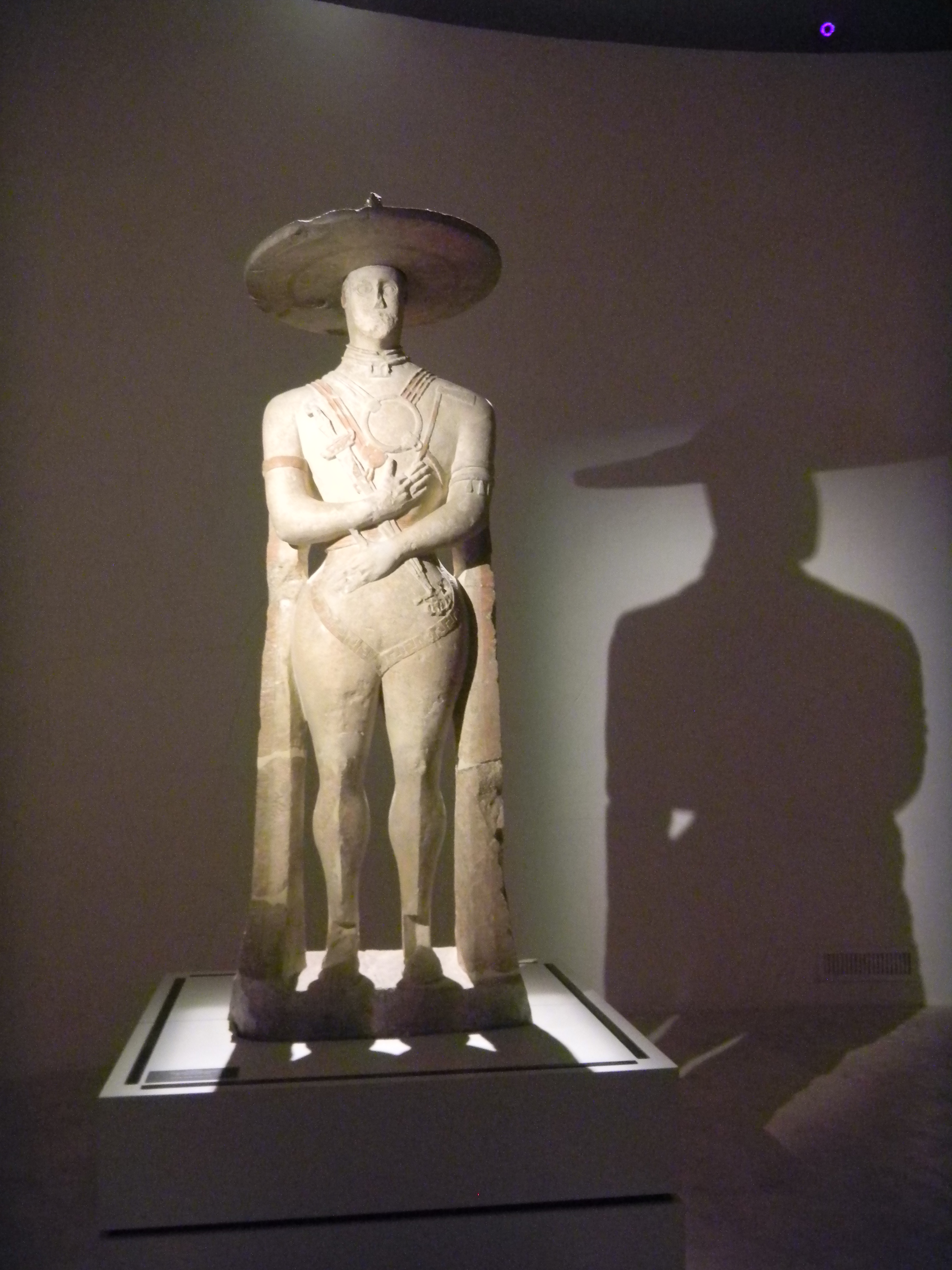
Statue du guerrier de Capestrano, au musée archéologique national des Abruzzes. Sculpture en calcaire tendre, de 2,5 mètres de haut. Découverte en 1934, au sein de la nécropole de Capestrano, province italienne des Abruzzes. La statue date du milieu du VIe siècle av. J.-C.
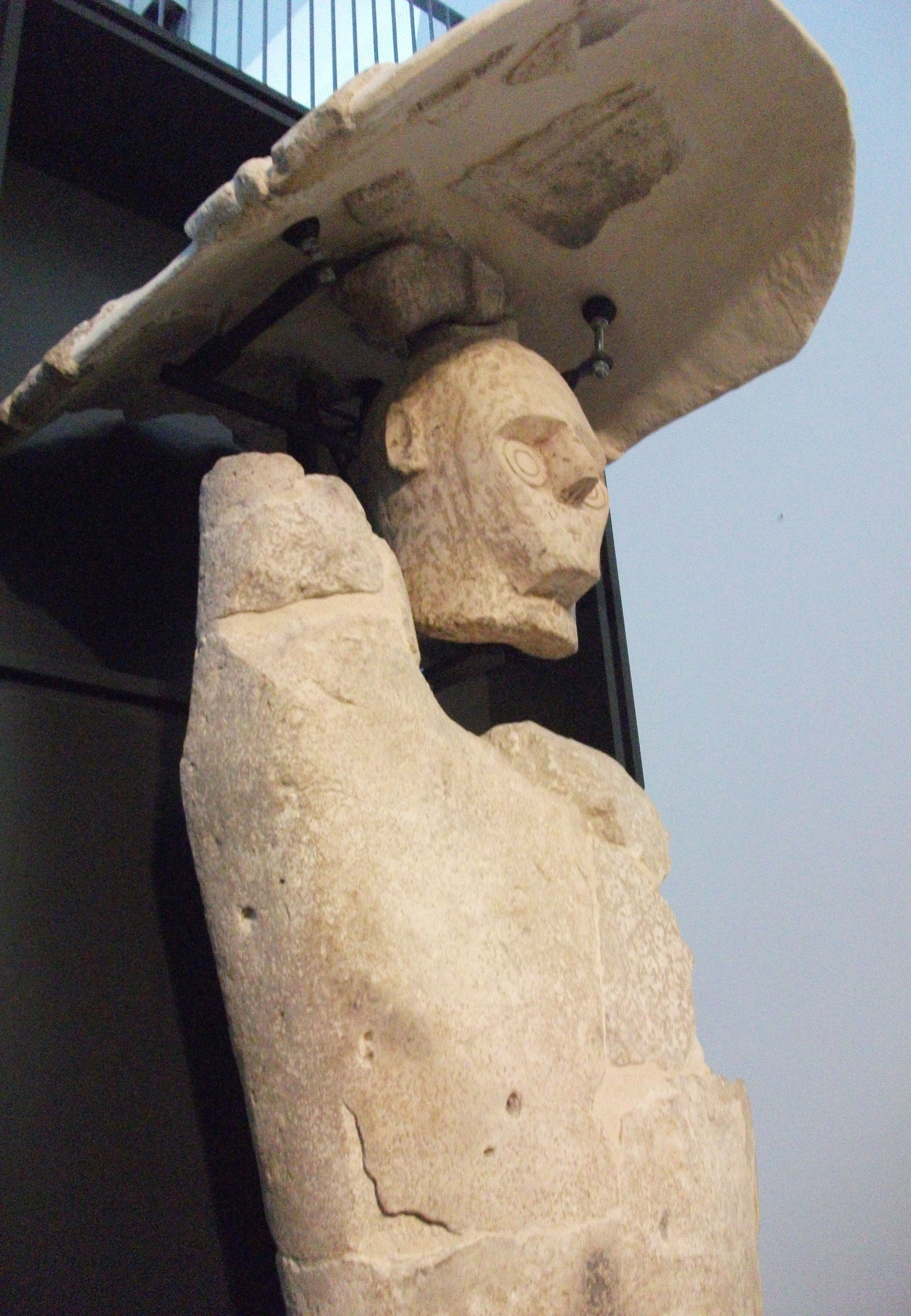
Statue dite du pugiliste, au sein des Géants de Mont-Prama, en grès rose. Sculpture mise au jour à Mont-Prama, dans le Sud-Est de la Sardaigne.
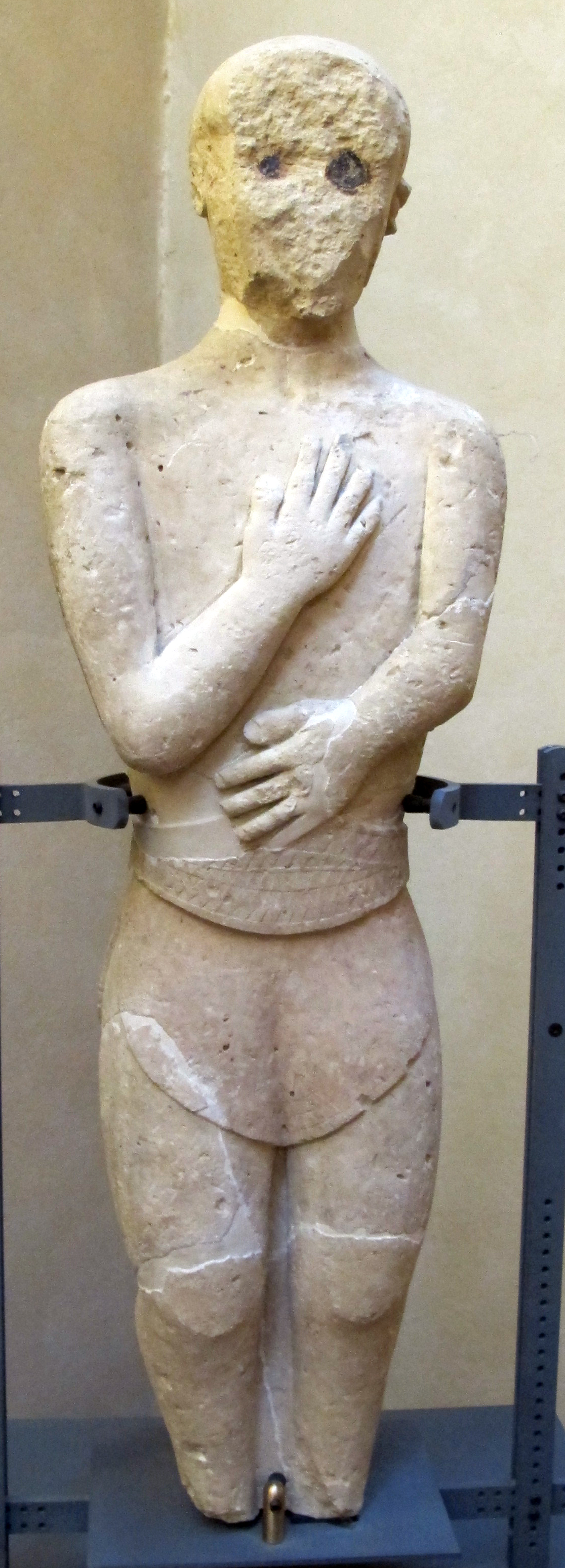
Sculpture anthropomorphe mise au jour au sein de la nécropole de Casale Maritimo, en Toscane. Cette œuvre est datée de la fin du VIIIe siècle av. J.-C. / début du VIIe siècle av. J.-C.